# Loét điểm tỳ

Loét điểm tỳ là tổn thương cục bộ trên da và/hoặc mô bên dưới thường xảy ra trong thời gian dài của xương. áp suất, hoặc áp suất kết hợp với cắt hoặc ma sát. Các địa điểm phổ biến nhất là da quá mức xương cùng, xương cụt, gót chân và hông, mặc dù các địa điểm khác có thể bị ảnh hưởng, chẳng hạn như khuỷu tay, đầu gối, cổ chân, sau vai hoặc mặt sau của xương sọ.
Loét điểm tỳ xảy ra do áp lực áp dụng cho mô mềm dẫn đến lưu lượng máu bị tắc nghẽn hoàn toàn hoặc một phần đến mô mềm. Cắt cũng là một nguyên nhân, vì nó có thể kéo theo các mạch máu nuôi sống da. Loét áp lực thường phát triển nhất ở những người không di chuyển, chẳng hạn như những người đang nằm trên giường mãn tính hoặc thường xuyên sử dụng xe lăn. Người ta tin rằng các yếu tố khác có thể ảnh hưởng đến khả năng chịu áp lực của da và cắt, do đó làm tăng nguy cơ phát triển loét áp lực. Những yếu tố này là suy dinh dưỡng protein-protein, vi khí hậu (ẩm ướt da do đổ mồ hôi hoặc không tự chủ), các bệnh làm giảm lưu lượng máu đến da, như xơ cứng động mạch, hoặc các bệnh làm giảm cảm giác trên da, như tê liệt hoặc bệnh thần kinh. Việc chữa lành vết loét áp lực có thể bị chậm lại theo tuổi của người bệnh, các tình trạng y tế (như xơ cứng động mạch, tiểu đường hoặc nhiễm trùng), hút thuốc hoặc thuốc như thuốc chống viêm.
Mặc dù thường được phòng ngừa và điều trị nếu được phát hiện sớm, loét áp lực có thể rất khó phòng ngừa ở những người nguy kịch, người già yếu và những người bị suy giảm khả năng vận động như người sử dụng xe lăn (đặc biệt là khi bị chấn thương cột sống). Phòng ngừa chính là phân phối lại áp lực bằng cách thường xuyên xoay người. Lợi ích của việc chuyển sang tránh các vết loét tiếp theo cũng được ghi nhận từ ít nhất là vào thế kỷ 19. Ngoài việc xoay và định vị lại người trên giường hoặc xe lăn, việc ăn một chế độ ăn uống cân bằng với đầy đủ protein và giữ cho da không tiếp xúc với nước tiểu và phân là rất quan trọng.
Tỷ lệ loét áp lực ở bệnh viện cao; tỷ lệ lưu hành tại các bệnh viện châu Âu dao động từ 8,3% đến 23% và tỷ lệ lưu hành là 26% ở các cơ sở chăm sóc sức khỏe của Canada. Trong năm 2013, đã có 29.000 ca tử vong do loét áp lực trên toàn cầu, tăng từ 14.000 ca tử vong vào năm 1990.